# Rubia wallichiana
Rubia wallichiana là một loài thực vật có hoa trong họ Thiến thảo. Loài này được Decne. mô tả khoa học đầu tiên năm 1837.